# ابراهیم‌آباد (فیروزه)
ابراهیم‌آباد (نیشابور)، روستایی از توابع بخش مرکزی شهرستان فیروزه در استان خراسان رضوی ایران است.

## جمعیت
این روستا در دهستان تخت جلگه قرار دارد و براساس سرشماری مرکز آمار ایران در سال ۱۳۸۵، جمعیت آن ۱۷۳ نفر (۴۷خانوار) بوده‌است.